# Oberloisdorf
Oberloisdorf è un comune austriaco di 809 abitanti nel distretto di Oberpullendorf, in Burgenland.